# بينيتو رامان
بينيتو رامان (7 نوفمبر 1994 بغنت في بلجيكا - ) هو لاعب كرة قدم بلجيكي في مركز الهجوم. شارك مع منتخب بلجيكا تحت 17 سنة لكرة القدم ومنتخب بلجيكا تحت 19 سنة لكرة القدم ومنتخب بلجيكا تحت 21 سنة لكرة القدم. أما مع النوادي، فقد لعب مع بيرتشوت وبيرسخوت إيه سي ونادي سينت ترويدن ونادي غينت ونادي كورتريك.

## وصلات خارجية
- بينيتو رامان على موقع الاتحاد الأوربي (الإنجليزية)
- بينيتو رامان على موقع الاتحاد البلجيكي (الإنجليزية)
- بينيتو رامان على موقع قاعدة بيانات كرة القدم.إي يو (الإنجليزية)
- بينيتو رامان على موقع ناشيونال فوتبول تيمز (الإنجليزية)
- بينيتو رامان على موقع Soccerbase.com (لاعب) (الإنجليزية)
- بينيتو رامان على موقع Soccerway.com (الإنجليزية)
- بينيتو رامان على موقع عالم كرة القدم.نت (الإنجليزية)
- بينيتو رامان على موقع AS.com (الإسبانية)